# Дар-Таазза
Дар-Таазза (араб. دارة عزة‎) — город на северо-западе Сирии, расположенный на территории мухафазы Халеб. Входит в состав района Джебель-Семъан.

## Географическое положение
Город находится в западной части мухафазы, на высоте 477 метров над уровнем моря.

Дар-эль-Изза расположена на расстоянии приблизительно 23 километров к западу-северо-западу (WNW) от Халеба, административного центра провинции и на расстоянии 310 километров к северо-северо-востоку (NNE) от Дамаска, столицы страны.

## Демография
По оценочным данным 2013 года численность населения составляла 41 953 человек.
Динамика численности населения города по годам:
| 2003   | 2013   |
| ------ | ------ |
| 33 254 | 41 953 |

## Транспорт
Ближайший гражданский аэропорт расположен в городе Халеб.